# Blåpannad amazon

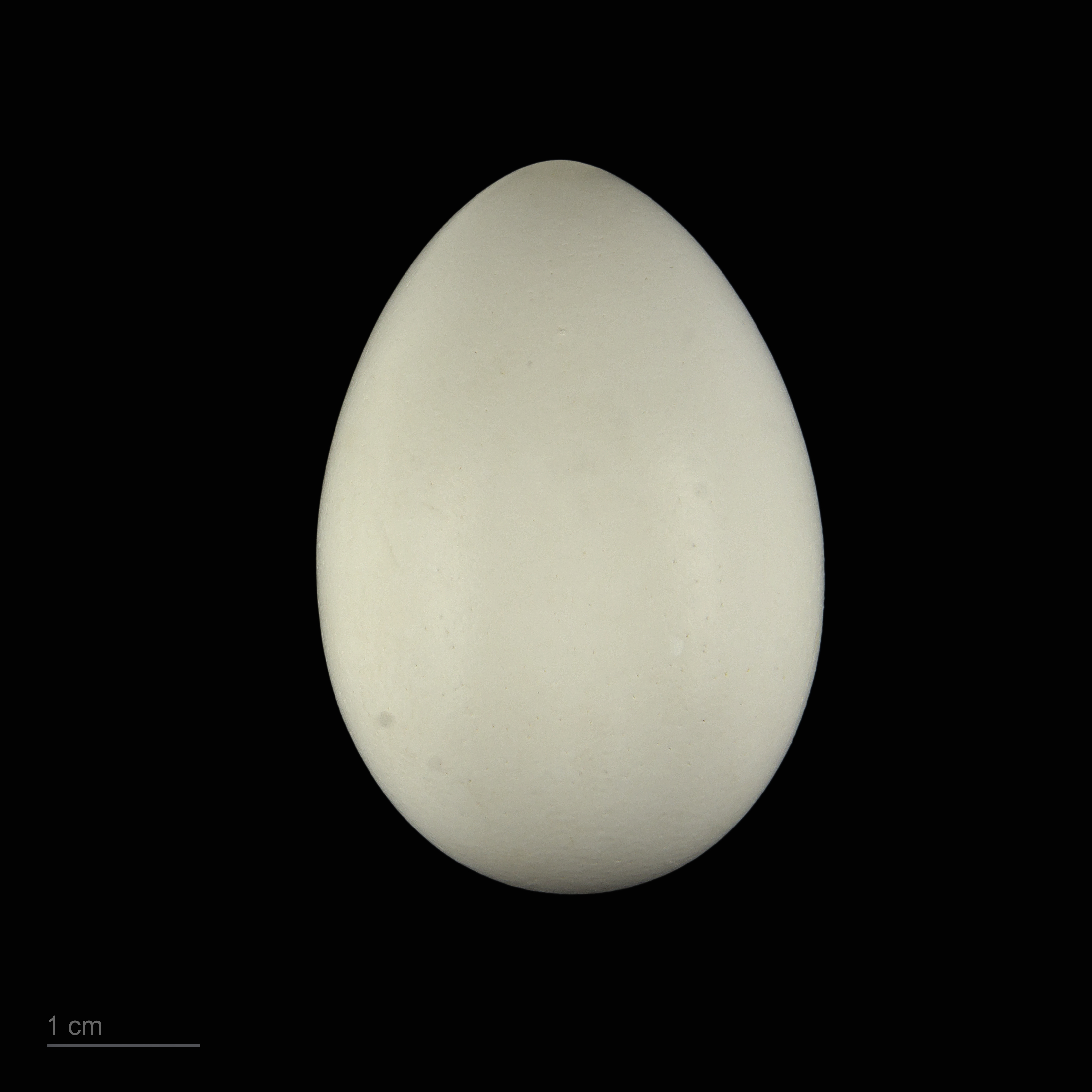
Amazona aestiva

Blåpannad amazon (Amazona aestiva) är en art i fågelordningen papegojfåglar som tillhör släktet amazonpapegojor. Den är en av de vanligare amazonerna som hålls i fångenskap. Precis som namnet antyder så har den en distinkt blå markering på huvudet precis strax ovanför näbben.

## Kännetecken
Den blåpannade amazonen är runt 35–40 centimeter lång och har huvudsakligen grön fjäderdräkt utom ansiktet som är gulfärgat och ovanför näbben sitter de arttypiska blå fjädrarna. Vingarnas överkant kan ibland ha en röd markering och även vissa gula fält kan synas på vingarnas undersida. Som hos alla amazonpapegojor så tar det flera år innan den blågula huvudfärgen når sin fulla prakt. Den blåpannade amazonen har svart näbb, vilket är ovanligt bland amazonpapegojorna. Ungfåglarna känns igen på sin mörka ögon iris. Några större yttre könsskillnader finns inte, så könsbestämning sker säkrast med hjälp av DNA-prov.

## Utbredning och habitat
Denna art lever längs Sydamerikas östkust från Bolivia, Brasilien och Paraguay ner till norra Argentina. Vanligen hittar man fågeln i skogar, skogslandskap, savanner och palmplantage.

## Underarter
Blåpannad amazon delas vanligen in i två underarter med följande utbredning:
- Amazona aestiva aestiva – östra Brasilien (Maranhão och Pará till Rio Grande do Sul)
- Amazona aestiva xanthopteryx – Bolivia till sydvästra Brasilien, Paraguay och norra Argentina

## Status och hot
Arten har ett stort utbredningsområde och en stor population, men tros minska i antal till följd av fångst för burfågelindustrin och habitatförstörelse. Sedan 2019 kategoriserar internationella naturvårdsunionen IUCN därför arten som nära hotad.

## Namn
Släktesnamnet Amazona, och därmed det svenska gruppnamnet, kommer av att Georges-Louis Leclerc de Buffon kallade olika sorters papegojor från tropiska Amerika Amazone, helt enkelt för att de kom från området kring Amazonfloden. Ursprunget till flodens namn i sin tur är omtvistat. Den mest etablerade förklaringen kommer från när kvinnliga krigare attackerade en expedition på 1500-talet i området ledd av Francisco de Orellana. Han associerade då till amasoner, i grekisk mytologi en stam av iranska kvinnokrigare i Sarmatien i Skytien. Andra menar dock att namnet kommer från ett lokalt ord, amassona, som betyder "förstörare av båtar".